# Cochlidium attenuatum
Cochlidium attenuatum là một loài dương xỉ trong họ Polypodiaceae. Loài này được A.C. Sm. mô tả khoa học đầu tiên năm 1931.